# Vincent de Moro-Giafferi
Vincent de Moro-Giafferi (1878-1956) fue un célebre abogado francés en el período de entreguerras. También desarrolló actividad política, adscrito a las filas del Partido Republicano Radical y Radical Socialista.
Nació el 6 de junio de 1878 en París. En 1919 resultó elegido miembro de la Cámara de Diputados, representando a Córcega. Se decía que los estudiantes de Derecho de París y colegas del abogado corso acudían a las causas en las que él era parte para ver sus extraordinarias capacidades oratorias.
Fue abogado defensor, entre otros, de Henri Landru, Carlo Rosselli, y Herschel Grynszpan (aunque este último caso no llegó a juicio).
Falleció en Le Mans el 22 de noviembre de 1956.